# 聖瑪麗教堂 (卡托維治)

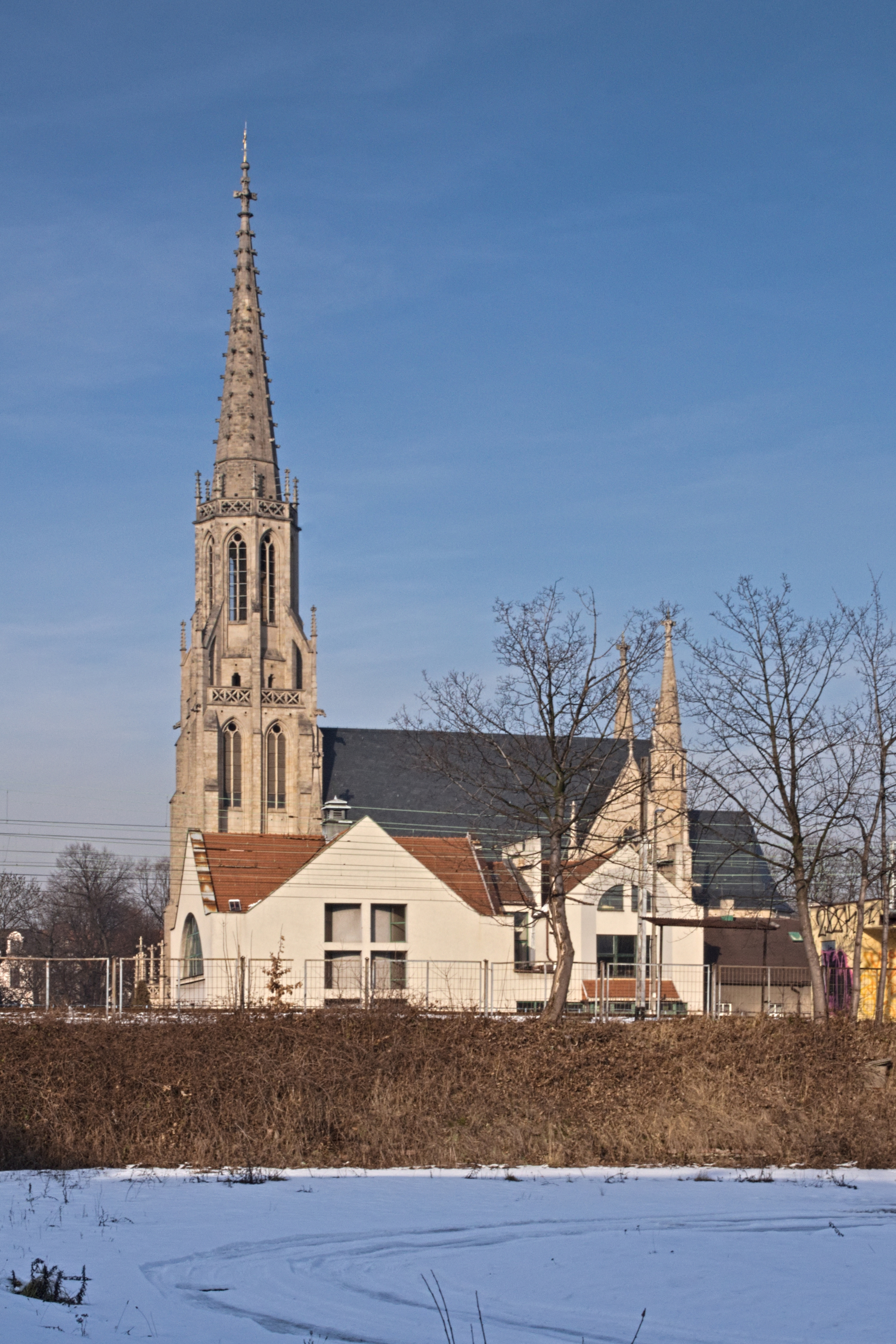
聖瑪麗教堂 (2019)

聖瑪麗教堂（波蘭語：Kościół Mariacki w Katowicach）是波蘭城市卡托維治歷史最古老的教堂之一。

## 历史
這座教堂的歷史可以追溯至19世紀，教堂的外觀是新哥特式建築。教堂興建於19世紀中期，修建目的是應應當時快速增長的人口。
50°15′26″N 19°01′49″E / 50.25722°N 19.03028°E